# Babylon 5: Třetí prostor
Babylon 5: Třetí prostor (v anglickém originále Babylon 5: Thirdspace) je americký televizní film z roku 1998, v pořadí třetí film vztahující se ke sci-fi seriálu Babylon 5. Snímek režíroval Jesús Salvador Treviño, scénář napsal J. Michael Straczynski, autor celého seriálu. Premiérově byl vysílán 19. července 1998 na televizní stanici TNT.

## Příběh
Děj filmu se odehrává v roce 2261, chronologicky je zařazen do průběhu čtvrté řady seriálu Babylon 5, do období mezi dvěma válkami. Dle přítomnosti velvyslankyně Delenn a doktora Franklina na stanici a vzhledem ke změně uniformy náčelníka bezpečnosti Zacka Allana patří příběhově mezi díly „The Illusion of Truth“ a „Atonement“.
Posádka stanice Babylon 5 nalezne v hyperprostoru neznámý driftující artefakt obrovských rozměrů, který nechá přitáhnout ke stanici. Na výzkumu předmětu začnou pracovat xenoarcheologové společnosti Interplanetary Expeditions. Jejich vedoucí, doktorka Elizabeth Trentová, však nemá příliš velký zájem o zjištěných informacích informovat kapitána Sheridana. Po příletu artefaktu je však část obyvatel stanice ovlivněna telepatickými signály. Personál stanice nakonec, i díky Lytě Alexanderové, která má informace od Vorlonů, zjistí, že artefakt je obrovská brána do paralelního vesmíru, po jejíž aktivaci a otevření průchodu začnou přilétat k Babylonu 5 lodě silně nepřátelské telepatické rasy, která druhý vesmír obývá. Snaha o zničení brány není úspěšná, Babylon 5 se ale dokáže s pomocí flotily spřátelených lodí, včetně minbarských křižníků, ubránit první útoční vlně; přesto má silné ztráty. Sheridan pronikne do vnitřního prostoru artefaktu, kde nainstaluje termonukleární bombu, po jejíž explozi je brána nakonec zničena.

## Obsazení
| Bruce Boxleitner     | kapitán John Sheridan, velitel stanice                                        |
| Claudia Christianová | komandér Susan Ivanovová, první důstojník                                     |
| Mira Furlanová       | Delenn, minbarská velvyslankyně                                               |
| Richard Biggs        | doktor Stephen Franklin, staniční šéflékař                                    |
| Jeff Conaway         | Zack Allan, šéf staniční bezpečnosti                                          |
| Stephen Furst        | Vir Cotto, centaurský diplomatický asistent                                   |
| Patricia Tallmanová  | Lyta Alexanderová, staniční telepatka                                         |
| Clyde Kusatsu        | Bill Morishi, archeolog z Interplanetary Expeditions                          |
| Shari Belafonteová   | doktorka Elizabeth Trentová, vedoucí archeoložka z Interplanetary Expeditions |